# إبراهيم رجب (شاعر)
إبراهيم رجب، أو إبراهيم رجب علي هو شاعر غنائي مصري.
ألف العديد من الأغاني مثل «يا نسمة الصباح» لأحلام، و«حبيبي لما عاد» لفايدة كامل، و«يا أم الطرحة معطرة» لمحمد رشدي.
ألّف العديد من الأوبريتات والبرامج الإذاعية التي لحنها عبد الحليم علي مثل «الطير الحائر»، و«علي بابا»، و«معروف الإسكافي».
ألف مجموعة من الأغاني لعبد الحليم حافظ وهي أغاني برنامج معروف الإسكافي، التي لحنها عبد الحليم علي، وكذلك أغنية «حبيبي في عنيه» تلحين علي إسماعيل، و«هل الربيع» تلحين عبد الحميد توفيق زكي.